# Teponaxtla
Teponaxtla är en ort i Mexiko.   Den ligger i kommunen Chicontepec och delstaten Veracruz, i den sydöstra delen av landet, 200 km nordost om huvudstaden Mexico City. Teponaxtla ligger 413 meter över havet och antalet invånare är 223.
Terrängen runt Teponaxtla är kuperad. Runt Teponaxtla är det ganska tätbefolkat, med 80 invånare per kvadratkilometer. Närmaste större samhälle är Xochiatipan de Castillo, 18,4 km sydväst om Teponaxtla. Omgivningarna runt Teponaxtla är en mosaik av jordbruksmark och naturlig växtlighet.